# Емілі Коллінз

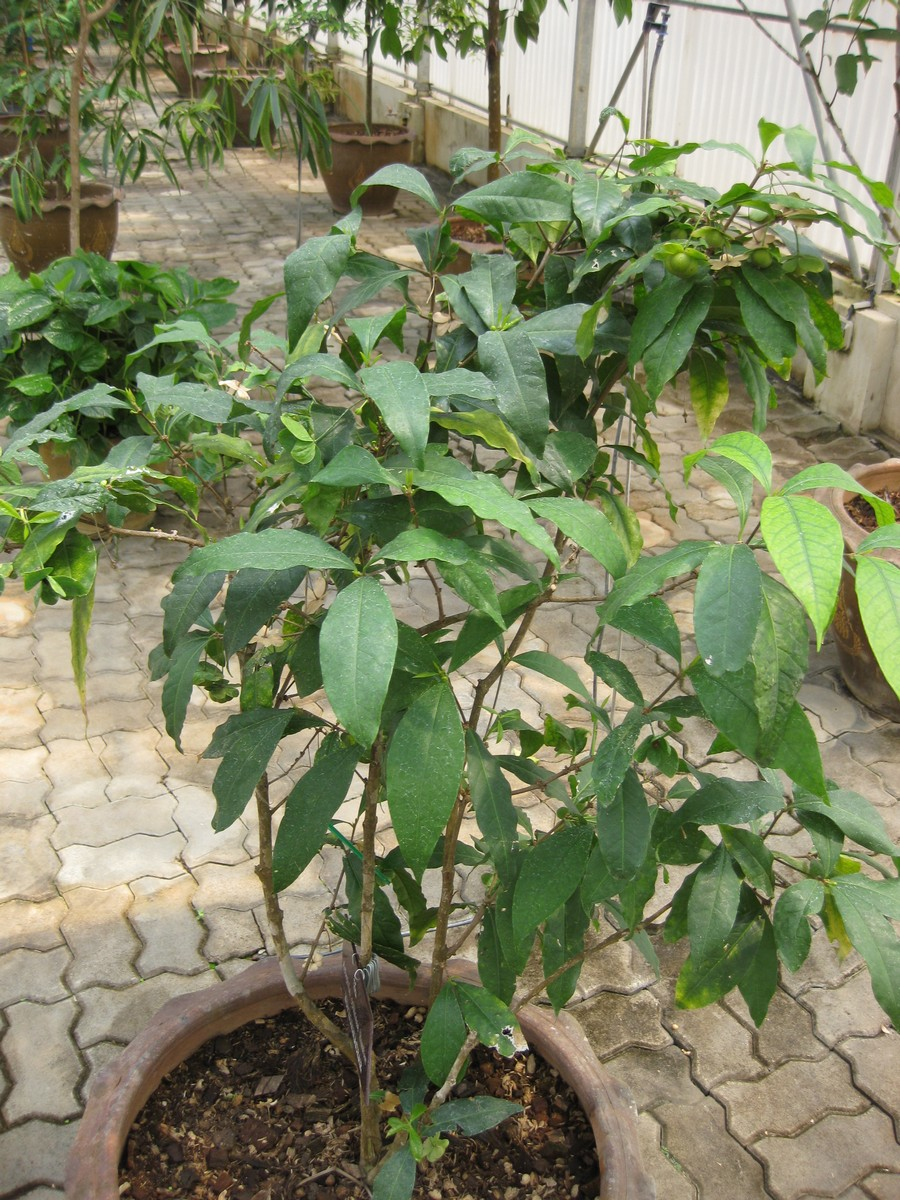
Actephila collinsiae Hunter ex Craib. Названа на честь Емілі Коллінз. Gardenology.org [http://www.gardenology.org/wiki/Main_Page

Еліан Емілі Коллінз (англ. Elian Emily Collins, до шлюбу Пембертон; 1858-1945) — англійська жінка-ботанік, натуралістка та колекціонерка зразків рослин у Таїланді. Вона відкрила декілька нових для науки видів рослин і багато з них назвали на її честь.

## Біографія

### Ранні роки життя
Коллінз народилася в Британській Бірмі 4 вересня 1858 року. Вона вийшла заміж за Девіда Джона Коллінза, геодезиста, та у 1877 році переїхала з ним до Таїланду.

### Колекційна робота
Коллінз була першим колекціонером зразків рослин у Таїланді. З 1902 по 1938 рік вона збирала рослини переважно в регіонах Чонбурі (Сі-Рача) та Чантхабурі.
Її заохотив до колекціонування доктор Артур Френсіс Джордж Керр, з яким вона зустрілася у Сі-Рача у вересні 1911 року. Коллінз часто надсилала доктору Керру зразки, які були включені до його приватного гербарію. Зараз ці зразки зберігаються у Музеї природознавства у Лондоні. Також Коллінз надсилала зразки іншим ботанікам та до Королівських ботанічних садів в К'ю.
Вона листувалася з професором Вільямом Грантом Крейбом, професором ботаніки в Абердінському університеті, автором «Florae Siamensis Enumeratio». Коллінз була визнана одним із двох важливих колекціонерів, які постачали зразки для гербарію Королівського ботанічного саду з району Сі-Рача в Таїланді. Іншим колекціонером був доктор Керр.
Коллінз листувався з сером Артуром Вільямом Гіллом, директором Королівських ботанічних садів в К'ю. Окрім зразків, вона надсилала фотографії та інформацію про загальні назви та використання місцевих рослин. Також вона листувалася з сером Девідом Прейном і через нього надсилала зразки до Триніті-коледж у Дубліні.
Її зразки зберігаються в гербаріях по всьому світу, зокрема в гербарії Департаменту сільського господарства у Бангкоку, гербарії Гарвардського університету, Музеї природознавства у Лондоні, Королівських ботанічних садів в К'ю, гербарії ботанічного саду Міссурі, гербарії ботанічного саду Нью-Йорка та Національному гербарії США.

### Нагороди
У 1938 році Коллінз отримала Орден Британської імперії (MBE).

### Види рослин названих на честь Коллінз
Кілька видів рослин мають описовий термін «collinsae» або «collinsiae» у своїй назві на її честь. Серед них 
- Actephila collinsiae
- Ardisia collinsae
- Lagerstroemia collinsae
- Rivea collinsae
- Eugenia collinsae
- Stemona collinsiae
- Tarenna collinsae
- Mitrephora collinsae
- Zanthoxylum collinsae
- Argyreia collinsae
- Phyllanthus collinsiae

### Смерть
Емілі Коллінз мешкала в Таїланді до своєї смерті, померла після закінчення Другої світової війни.